# 50년

## 연호
- 후한(後漢) 건무(建武) 26년

## 기년
- 후한(後漢) 광무제(光武帝) 26년
- 신라(新羅) 유리 이사금(儒理泥師今) 27년
- 고구려(高句麗) 모본왕(慕本王) 3년
- 백제(百濟) 다루왕(多婁王) 23년